# Prêmio Hutúz
Prêmio Hutúz foi a principal premiação do hip hop brasileiro. Fez parte do Festival Hutúz, criado pela Central Única das Favelas (CUFA), organização que surgiu através de reuniões de jovens de várias comunidades do Rio de Janeiro. Foi idealizado pelo produtor Celso Athayde.
Entre 2000 e 2003, o evento foi realizado no Teatro Carlos Gomes, na cidade do Rio de Janeiro. A partir de 2004, passou a ser realizado no Canecão. Em 2009 foi realizada a última edição do evento, chamada "Prêmio Hutúz 10 Anos".

## Edições
Os nomes dos vencedores estão em negrito.

### 2000
A primeira edição do Prêmio Hutúz ocorreu no dia 14 de novembro de 2000. O evento foi dividido em 12 categorias:

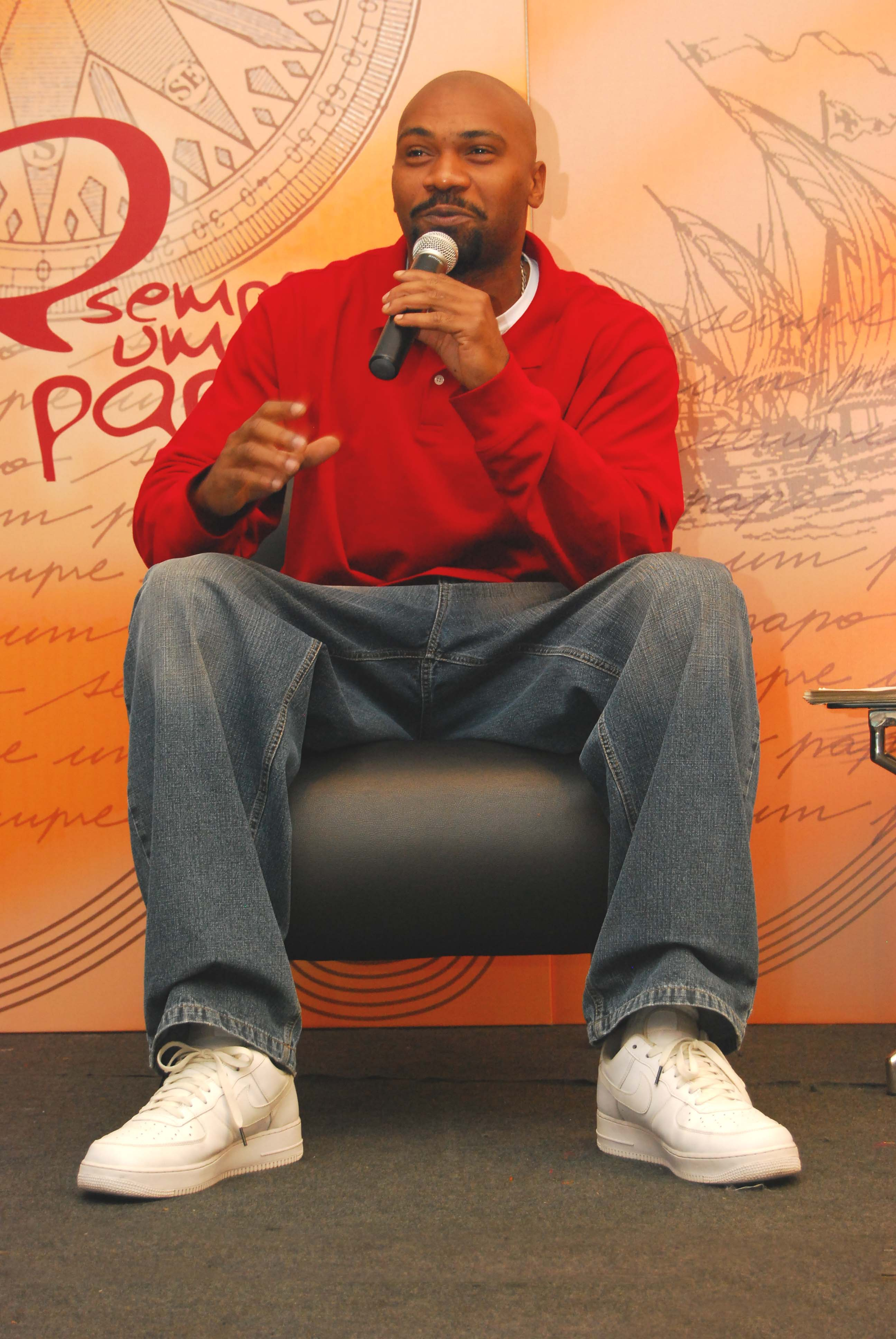
MV Bill conquistou as categorias de Álbum e Música do Ano.

| Categoria                      | Vencedor                        | Indicados                 |
| ------------------------------ | ------------------------------- | ------------------------- |
| Veículo de Comunicação         | Rap Brasil (revista)            |                           |
| DJ de Grupo                    | DJ Hum (Thaíde & DJ Hum)        |                           |
| Álbum do Ano                   | Traficando Informação (MV Bill) |                           |
| Grupo ou Artista Solo          | Thaíde & DJ Hum                 |                           |
| Grupo ou Artista Solo Feminino | Visão de Rua                    |                           |
| Revelação                      | 509-E                           | Da Guedes                 |
| Música do Ano                  | Soldado do Morro (MV Bill)      |                           |
| Gravadora ou Selo              | Trama                           |                           |
| Produtor Musical               | DJ Raffa                        |                           |
| Personalidade do Ano           | KL Jay                          |                           |
| Demo                           | Juízo Crítico                   | Esquadrão Zona Norte (RJ) |

### 2001

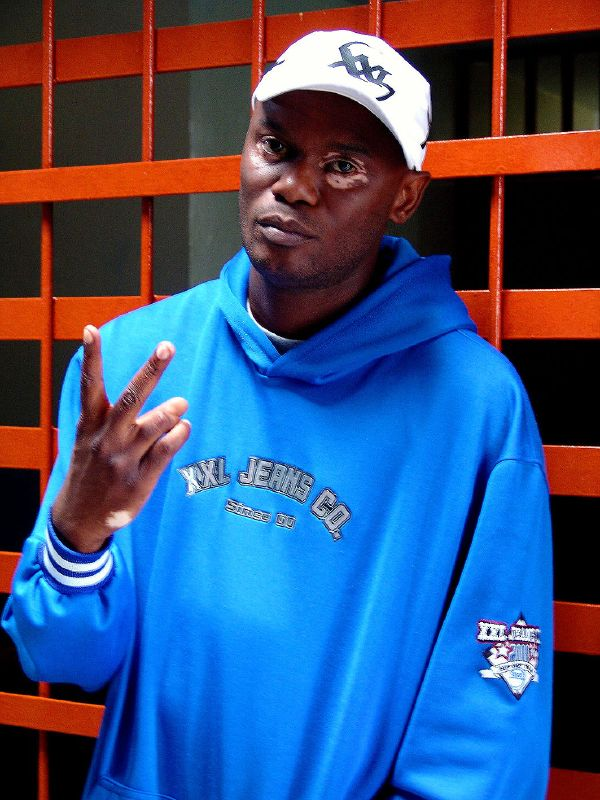
Rappin' Hood conquistou a categoria de Revelação do Ano.

A segunda edição do Prêmio Hutúz ocorreu no dia 30 de novembro de 2001. O evento foi dividido em 13 categorias:
| Categoria                      | Vencedor                         | Indicados                 |
| ------------------------------ | -------------------------------- | ------------------------- |
| Veículo de Comunicação         | Bocada Forte (site)              |                           |
| DJ de Grupo                    | DJ Cia (RZO)                     |                           |
| Álbum do Ano                   | 2ª Vinda, a Cura (Apocalipse 16) |                           |
| Grupo ou Artista Solo          | SNJ                              |                           |
| Grupo ou Artista Solo Feminino | Visão de Rua                     |                           |
| Revelação                      | Rappin' Hood                     | Esquadrão Zona Norte (RJ) |
| Música do Ano                  | Camisa de Força (MV Bill)        |                           |
| Gravadora ou Selo              | Trama                            |                           |
| Produtor Musical               | KL Jay                           |                           |
| Grupo ou Artista Solo Gospel   | Apocalipse 16                    |                           |
| Personalidade do Ano           | Thaíde                           |                           |
| Demo                           | Prostituta (Nega Gizza)          |                           |
| Videoclipe                     | Soldado do Morro (MV Bill)       |                           |

### 2002

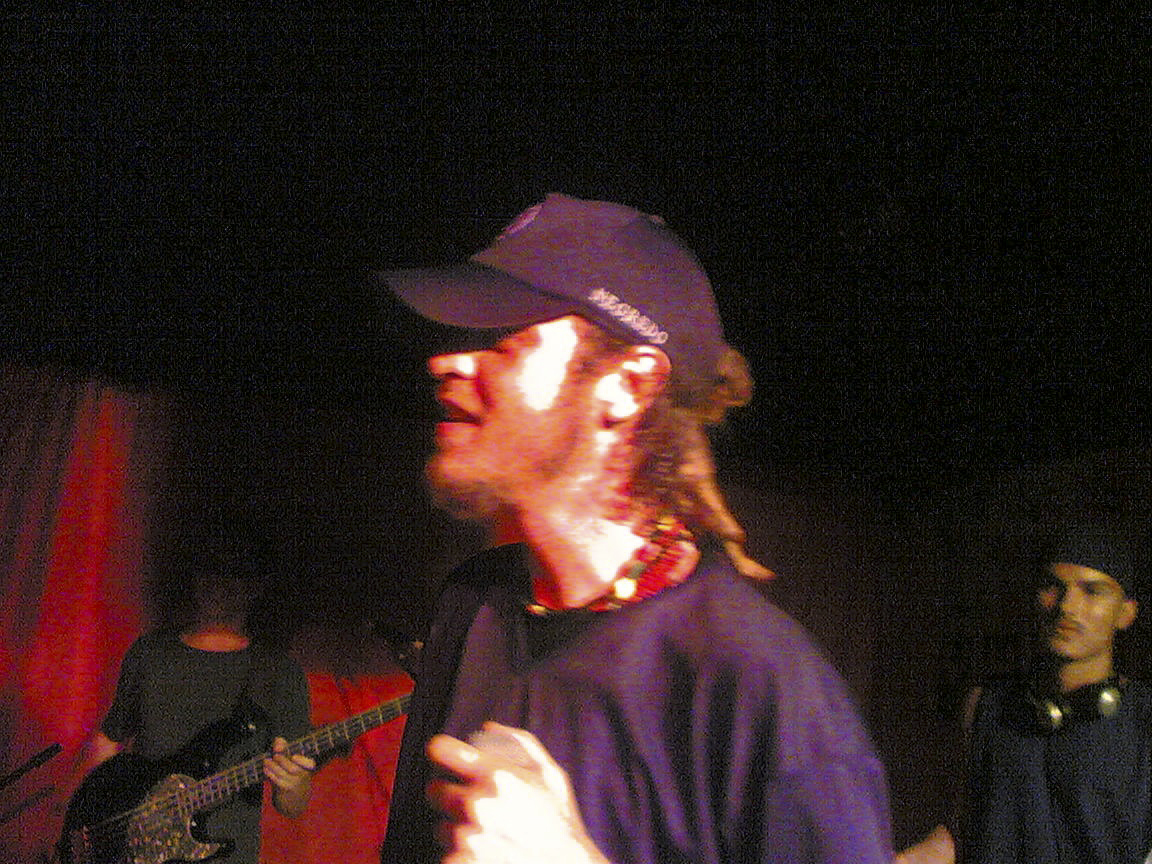
Z'África Brasil concorreu a categoria de Revelação de 2002.

A terceira edição do Prêmio Hutúz ocorreu no dia 29 de novembro de 2002. O troféu desta edição da premiação foi um capacete estilizado, combinando com o cenário do palco, que simulava uma pista de corridas. O evento foi dividido em 14 categorias:
| Categoria                      | Vencedor                                           | Indicados |
| ------------------------------ | -------------------------------------------------- | --- |
| Veículo de Comunicação         | Rap Brasil (revista)                               | Real Hip Hop (site) Yo! MTV Raps (programa de TV) Estação Hip Hop (jornal) Bocada Forte (site)                                                 |
| DJ de Grupo                    | KL Jay (Racionais MC's)                            | DJ Cia (RZO) King (Xis) Marco (Posse Mente Zulu) Slick (DMN)                                                                                   |
| Álbum do Ano                   | Nada Como Um Dia Após o Outro Dia (Racionais MC's) | Declaração de Guerra (MV Bill) Rap é Compromisso! (Sabotage) Antigamente Quilombos, Hoje Periferia (Z'África Brasil) Saída de Emergência (DMN) |
| Grupo ou Artista Solo          | Racionais MC's                                     | MV Bill Xis Sabotage DMN |
| Grupo ou Artista Solo Feminino | Nega Gizza                                         | Visão de Rua La Bella Máfia Tina Negra Li |
| Revelação                      | Sabotage                                           | Quinto Andar Z'África Brasil Jamal Lito Atalaia                                                                                                |
| Música do Ano                  | Negro Drama (Racionais MC's)                       | Só Deus Pode me Julgar (MV Bill) Um Bom Lugar (Sabotage) Sonho Meu (Xis) Dr. Destino (Da Guedes)                                               |
| Gravadora ou Selo              | 7 Taças                                            | Trama 4P Cosa Nostra Zâmbia |
| Produtor Musical               | KL Jay                                             | Zé Gonzales DJ Raffa Daniel Ganjaman DJ Luciano                                                                                                |
| Grupo ou Artista Solo Gospel   | Apocalipse 16                                      | Lito Atalaia Professor Pablo Tina Provérbio X                                                                                                  |
| Personalidade do Ano           | Sabotage                                           | Xis Thaíde MV Bill Nelson Triunfo |
| Demo                           | Consequência                                       | Ciência Rimática Fator Ético Imaginários P,10                                                                                                  |
| Videoclipe                     | Só Deus Pode me Julgar (MV Bill)                   | Mente Engatilhada (Visão de Rua) Suburbano (Rappin' Hood) Prostituta '(Nega Gizza) Chapa o Côco (Xis)                                          |

### 2003

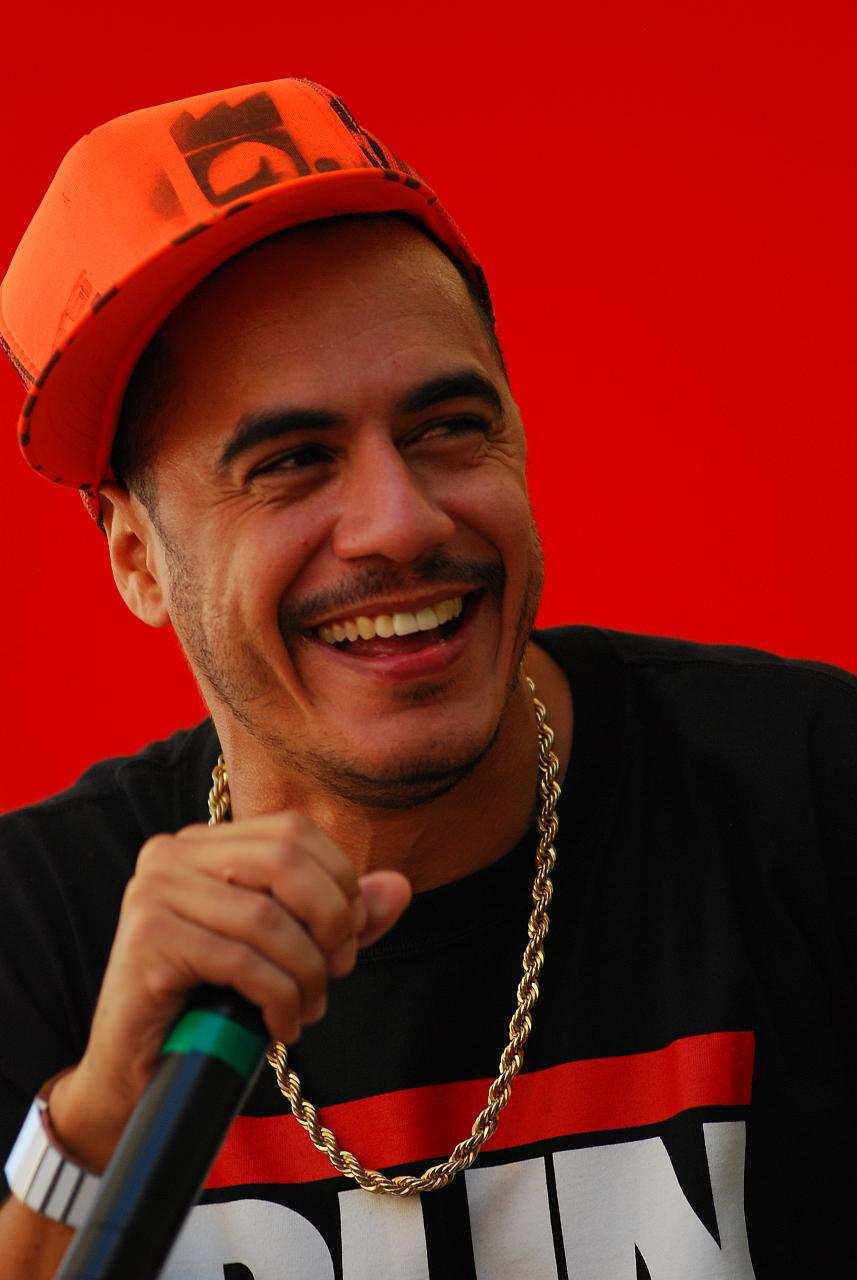
Marcelo D2 concorreu nas categorias Melhor Artista, Álbum, Música e Videoclipe do Ano.

A quarta edição do Prêmio Hutúz ocorreu no dia 5 de novembro de 2003. Esta edição teve algumas inovações, como a inclusão das categorias break, graffiti e a divisão da categoria demo em duas (feminino e masculino). O evento foi dividido em 13 categorias:
| Categoria                    | Vencedor                                       | Indicados |
| ---------------------------- | ---------------------------------------------- | --- |
| DJ de Grupo                  | DJ Cia (RZO)                                   | DJ Ka (Alvos da Lei) DJ Primo (Marcelo D2) DJ Suissac (Mzuri Sana) DJ Tony (509-E)                                                                 |
| Álbum do Ano                 | Direto do Campo de Extermínio (Facção Central) | Evolução É uma Coisa (RZO) A Procura da Batida Perfeita (Marcelo D2) MMII DC (2002 Depois de Cristo) (509-E) Sombra & Bastardo (Sombra & Bastardo) |
| Grupo ou Artista Solo        | RZO                                            | 509-E Sombra & Bastardo Facção Central Marcelo D2                                                                                                  |
| Revelação                    | Clã Nordestino                                 | C.T.B.A DBS e a Quadrilha Mzuri Sana Trilha Sonora do Gueto                                                                                        |
| Música do Ano                | O Menino do Morro (Facção Central)             | Amor Sentimento Abstrato (Sombra & Bastardo) Favela Sinistra (Trilha Sonora do Gueto) Pirituba Parte 2 (RZO) Qual É? (Marcelo D2)                  |
| Produtor Musical             | Fábio Macari                                   | DJ Cia DJ Raffa Erick 12 Duck Jam (Pato) |
| Grupo ou Artista Solo Gospel | DJ Alpiste                                     | Conceito Sagrado Consciência e Verdade O Pregador Relato Bíblico                                                                                   |
| Personalidade do Ano         | Rappin' Hood                                   | Eazy Nylon Nino Brown Paulo Brown Professor Pablo                                                                                                  |
| Videoclipe                   | Respeito é pra Quem Tem (Sabotage)             | Depressão (Nega Gizza) DJ que é DJ (DJ Marcelinho) Qual É? (Marcelo D2) Se Virá Virô (De Conceito)                                                 |
| Demo Masculina               | Matemáticos                                    | Don Negrone Pentágono Pânico Brutal Tito |
| Demo Feminina                | Anastácias                                     | Harmatã Edd Wheeler Lívia Cruz Livre Ameaça |
| Crew de Break                | Back Spin Crew                                 | Black Spin Crew DF Zulu Breakers Sampa Masters Street Breakers Crew                                                                                |
| Trabalho de Graffiti         | Ment (RJ)                                      | Bozer Jef S-Rir Nove |

### 2004

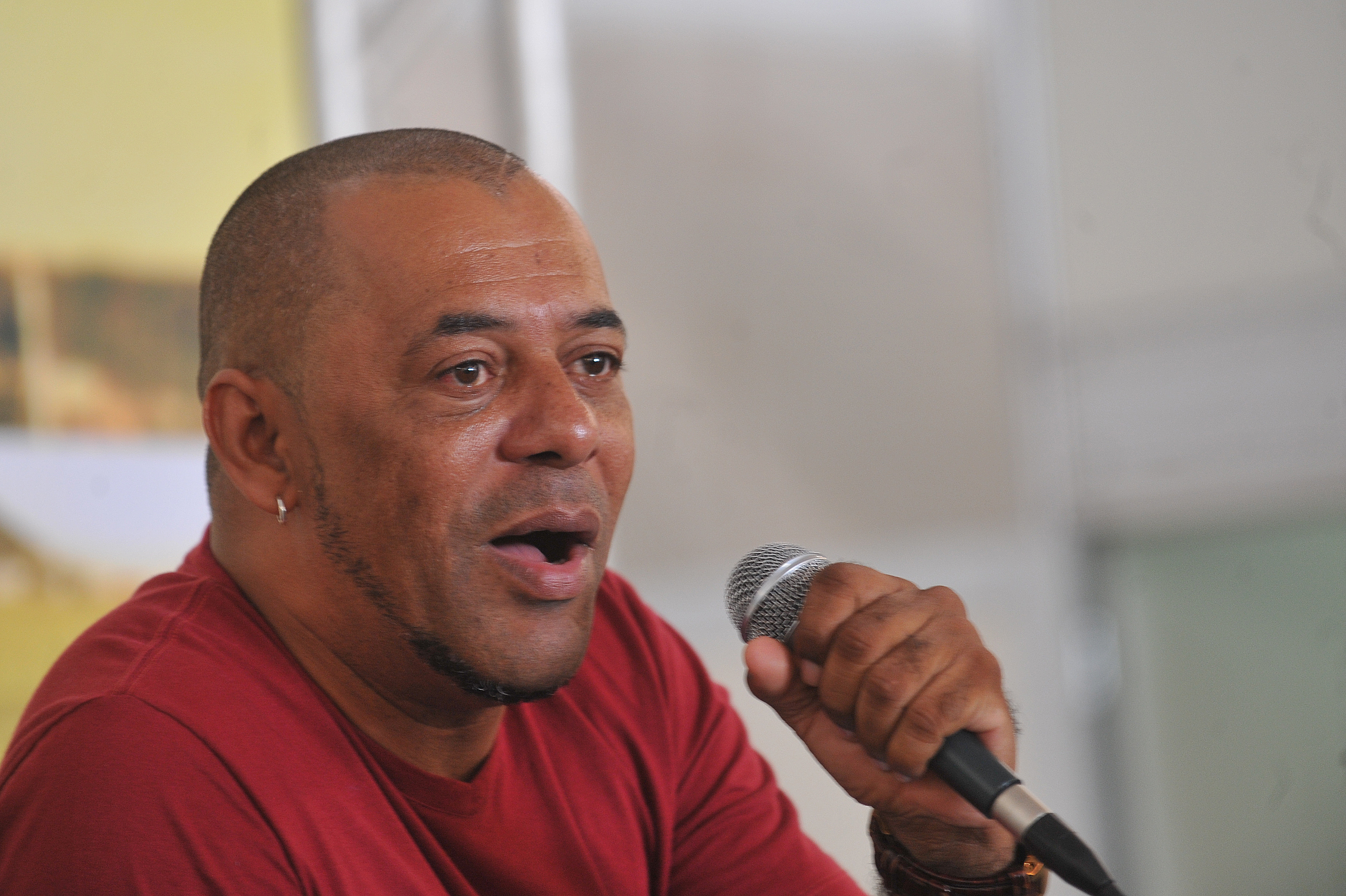
GOG conquistou a categoria de Melhor Álbum de Rap com Tarja Preta.

A quinta edição do Prêmio Hutúz ocorreu no dia 11 de novembro de 2004. O evento foi dividido em 14 categorias:
| Categoria             | Vencedor                     | Indicados |
| --------------------- | ---------------------------- | --- |
| DJ de Grupo           | Wjay (SNJ)                   | Cabeça (Estilo da Crítica) Fjay (Ao Cubo) DJ Hadji (Pregador Luo) Slick (DMN)                                                      |
| Álbum do Ano          | Tarja Preta (GOG)            | DG vs a Luz Falsa Que Hipnotiza o Bobo (Da Guedes) Essa é a Cena (DMN) A Noiva do Thock (Visão de Rua) O Show Deve Continuar (SNJ) |
| Grupo ou Artista Solo | Da Guedes                    | GOG Pregador Luo Visão de Rua SNJ                                                                                                  |
| Revelação             | C4bal                        | Ao Cubo Pentágono Slim Rimografia Inumanos                                                                                         |
| Música do Ano         | O Show Deve Continuar (SNJ)  | Noiva do Thock (Visão de Rua) É o Crime (GOG) Jogo da Vida (Da Guedes) Senhorita (Motirô)                                          |
| Produtor Musical      | DJ Raffa                     | Erick 12 DJ Cia Bastardo Diogo Santos                                                                                              |
| Destaque Gospel       | Ao Cubo                      | Alternativa C X-Barão Relato Bíblico Sexto Sello                                                                                   |
| Videoclipe            | Vida Loka 2 (Racionais MC's) | Segue A Rima(Xis) Guerreiro, Guerreira (Helião e Negra Li) Loadeando (Marcelo D2) Senhorita (Motirô)                               |
| Demo Masculina        | NegroAtivo                   | A Família Resistência ObandO Odisséia                                                                                              |
| Demo Feminina         | Livre Ameaça                 | Alessa Ana Paula Manu Valdez Odo Iyá Vera Veronika                                                                                 |
| Destaque do Break     | Die Hard Crew                | Estilo de Rua Stil Contact Break Street Som Style Crew                                                                             |
| Destaque do Graffiti  | Eco Boca de Fumo (RJ)        | |
| Grupo Norte-Nordeste  | Comunidade da Rima           | Agregados Plano B e Brigada Sonora de Rua Júri Racional Testemunhaz                                                                |
| Hip Hop Social        | Nação Hip Hop                | Cedeca Gangue de Break Consciente da Rocinha Casa do Hip Hop de Diadema Zulu Nation Brasil                                         |

### 2005
A sexta edição do Prêmio Hutúz ocorreu no dia 23 de novembro de 2005. O evento foi dividido em 14 categorias:

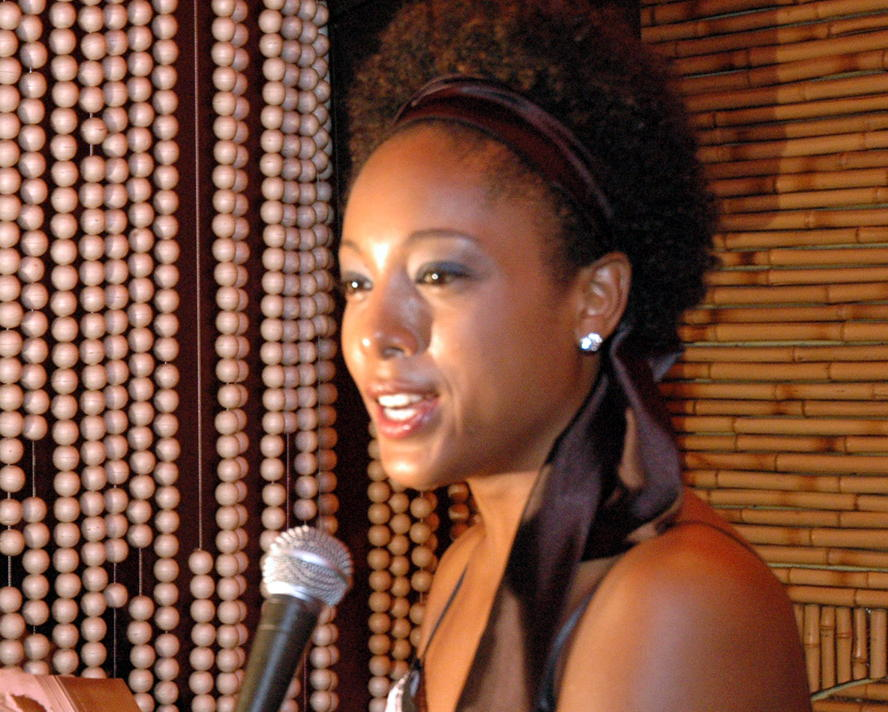
Negra Li foi eleita na categoria melhor grupo na dupla com Helião; e indicada em "Música" e "Videoclipe".

| Categoria                      | Vencedor                                         | Indicados |
| ------------------------------ | ------------------------------------------------ | --- |
| DJ de Grupo                    | Negro Rico (Helião e Negra Li)                   | Deelay (Da Guedes) Fabiano (Viela 17) DJ Marola (Voz Sem Medo) DJ Negrito (Apocalipse 16)                                                   |
| Álbum do Ano                   | Exilado Sim, Preso Não (Dexter)                  | D'Alma (Apocalipse 16) Guerreiro, Guerreira (Helião e Negra Li) Renascendo das Cinzas (Sistema Negro) Sujeito Homem 2 (Rappin' Hood)        |
| Grupo ou Artista Solo          | Helião e Negra Li                                | Apocalipse 16 Black Alien Rappin' Hood Viela 17                                                                                             |
| Revelação                      | Parteum                                          | A Família Black Alien Polêmica Voz Sem Medo                                                                                                 |
| Música do Ano                  | Castelo de Madeira (A Família)                   | Babylon by Gus (Black Alien) Exército do Rap (Helião e Negra Li) Fênix (Dexter) Us Guerreiro (Rappin' Hood)                                 |
| Produtor Revelação             | Nitro Di                                         | Basa DJ Dico Parteum Rodrigo Loli |
| Destaque Gospel                | Sexto Sello                                      | Antídoto Banca D’K Gênesis Parábola |
| Videoclipe                     | Us Guerreiros (Rappin' Hood)                     | Exército do Rap (Helião e Negra Li) Babylon by Gus (Black Alien) Caboclinho Comum (Thaíde) Sangue Bom do Gueto (Vinimax)                    |
| Demo Masculina                 | Lazer (ObandO)                                   | 3D, Desista de Desistir (Gírias Nacionais) Ao Caminho da Paz (Tribo do Gueto) Procurando Respostas (Matéria Rima) Vim, Vi e Venci (Simples) |
| Demo Feminina                  | Rosas (Atitude Feminina) e Vem com A-Tal (A-TAL) | Nunca Mais (Poetizas) Oração Subordinada (Tuninha Mc) Rio Sul (Fly) Sobrevivendo nos Guetos (Vocábulário D'Blu)                             |
| Destaque do Break              | Street Dance Cristo Vive                         | Aliados Force Crew Crazy Family Cia Hackers Crew New Crew B.boys                                                                            |
| Destaque do Graffiti           | Derf (SP)                                        | Akuma (RJ) Dalata (MG) Presto (SP) Trampo (RS)                                                                                              |
| Grupo Norte-Nordeste           | Afrogueto                                        | Facção Oeste Flagrante Justiceiros |
| Hip Hop Ciência e Conhecimento | Manual Prático do Ódio (Ferréz)                  | Hip-Hop a Lápis (Toni C.) Suburbano Convicto (Alessandro Buzo) Hip Hop Consciência e Atitude (Big Richard) Rap Grande do Sul (Grupo dos 9)  |

### 2006

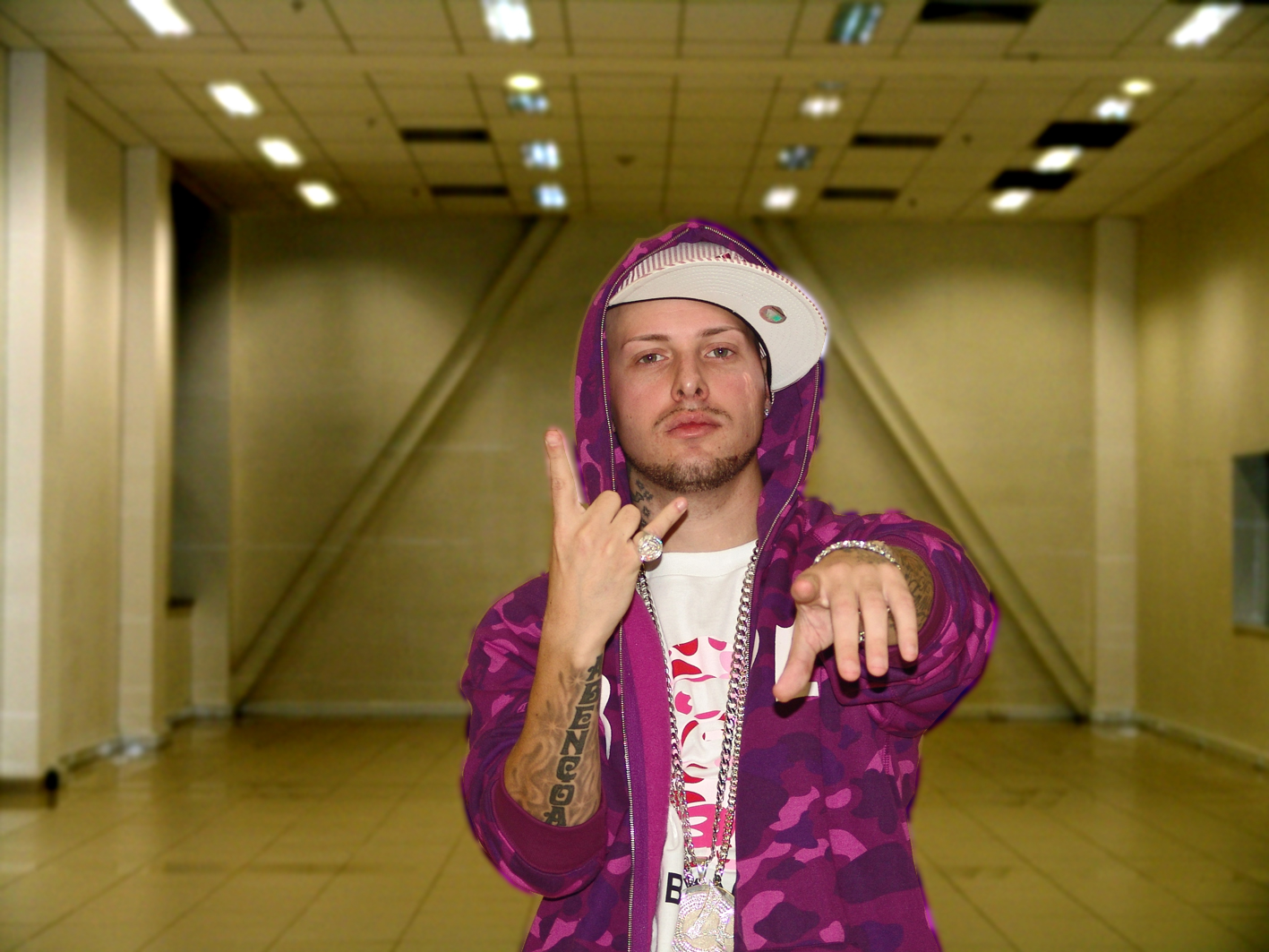
Cabal foi indicado na categoria de melhor música com "Quem Vai?".

A sétima edição do Prêmio Hutúz ocorreu no dia 23 de novembro de 2006. O evento foi dividido em 14 categorias:
| Categoria                      | Vencedor                                            | Indicados |
| ------------------------------ | --------------------------------------------------- | --- |
| DJ de Grupo                    | DJ Will (Simples)                                   | DJ Celo (Função RHK) DJ Tony (MV Bill) DJ Babão (Inumanos) DJ Regis (Provérbio X)                                                                     |
| Álbum do Ano                   | O Espetáculo do Circo dos Horrores (Facção Central) | Mais Loco que o Barato (Inquérito) PROva Cabal (Cabal) Eu Amo Você (Função RHK) Tá pra Nóiz (SP Funk)                                                 |
| Grupo ou Artista Solo          | Facção Central                                      | Inquérito Cabal Provérbio X Nitro Di |
| Revelação                      | Atitude Feminina                                    | Inquérito Função RHK Simples Nitro Di |
| Música do Ano                  | Dia dos Pais (Inquérito)                            | O Espetáculo do Circo dos Horrores (Facção Central) Eu Amo Você (Função RHK) Rosas '(Atitude Feminina) Quem Vai? (Cabal)                              |
| Produtor Musical               | Erick 12                                            | DJ Regis DJ Cia Parteum DJ Luciano |
| Destaque Gospel                | 3RG                                                 | Banca D’K Parábola Manuscritos Saqueadores |
| Videoclipe                     | Polegar Opositor (Inumanos)                         | Dia de Visita (Realidade Cruel) Castelo de Madeira (A Família) Gimme Tha Power (Pavilhão 9) Rap é o Som da Paz (Rappin' Hood) Chegou o Verão (Motirô) |
| Demo Masculina                 | Todos Iguais (Rafuagi)                              | Fé em Cristo (Manuscritos) Castelo dos Loucos (Kapella) Aprendiz de Partideiro (Maloka) Onde For (Gasper)                                             |
| Demo Feminina                  | Cada Dia (Lica)                                     | Sobreviventes (JC) Erga a Cabeça (Legítimas) Eu Digo Não (Mariana Rangel) Minha Cor (Vera Veronika)                                                   |
| Destaque do Break              | New Crew B.boys                                     | Pelezinho Quebra de Movimento Super Sonic B.boys Vitória Break                                                                                        |
| Destaque do Graffiti           | Graphis (SP)                                        | Bonga (SP) Anarkia (RJ) Acme (RJ) Snupi (DF) |
| Grupo Norte-Nordeste           | Costa a Costa                                       | Flagrante T.A.Calibre 1 Inquilinos Sacal |
| Hip Hop Ciência e Conhecimento | Cooperifa (Sérgio Vaz)                              | Suburbano Convicto (Alessandro Buzo) Rap Canto da Ceilândia Notícias Jugulares (Dugueto) Grupo Cultural NUC                                           |

### 2007
A oitava edição do Prêmio Hutúz ocorreu no dia 22 de novembro de 2007. O evento foi dividido em 15 categorias:
| Categoria                      | Vencedor                          | Indicados |
| ------------------------------ | --------------------------------- | --- |
| DJ de Grupo                    | DJ Bola 8 (Realidade Cruel)       | DJ Ajamu (U-Time) DJ Marola (Voz Sem Medo) DJ Spaiq (Thaíde) DJ Tiago (GOG)                                                                         |
| Álbum do Ano                   | Aviso às Gerações (GOG)           | Jogar pra Ganhar (Rosana Bronk's) Num Dá Nada... Se Der é Pouca Coisa (Cirurgia Moral) Tem Cor Age (Z'África Brasil) Trutas e Quebradas (U-Time)    |
| Grupo ou Artista Solo          | GOG                               | C4bal Cirurgia Moral DBS e a Quadrilha U-Time |
| Revelação                      | U-Time                            | C4bal Realistas NPN Relatos da Invasão Rosana Bronk's                                                                                               |
| Música do Ano                  | Quando o Pai se Vai (GOG)         | Inimigo é de Graça (U-Time) Jaçanã Picadilly (Relatos da Invasão) É de Minha Autoria (Mano Reco) Num Dá Nada… Se Der é Pouca Coisa (Cirurgia Moral) |
| Produtor Revelação             | DJ Jamaika                        | Ariel Feitosa Capo (ObandO) DJ Nato Jimmy Luv |
| Destaque Gospel                | Relato Bíblico                    | Atalaias Mano Reco R.E.P Tina |
| Videoclipe                     | Respeito Oriental (Sandrão)       | Cavalo Sem Dono Selvagem (GOG) Grito de Liberdade (Nação Maré) Pra Cima (Thaíde) Tem Cor Age (Z'Africa Brasil)                                      |
| Demo Masculina                 | Neguin (Contenção)                | Assim que as Pretas Gosta (Visão da Favela) De Sanca à Sampa (Liu Mr) Discípulo Sem Cerimônia (Mc Adikto) Negro (TM Clã)                            |
| Demo Feminina                  | Afronordestinas (AfroNordestinas) | Mel e Dendê (Livia Cruz) Tira o Zóio (Minas de Ouro) Viemos pra Vencer (Sagrada Profecia) Você Pode Sentir (Dama Lu)                                |
| Destaque do Break              | Estilo de Rua                     | Big Fields Break Daniel QDM Tsunami Allstars Crew Ultimate B.boys                                                                                   |
| Destaque do Graffiti           | Anarkia (RJ)                      | Frank (MG) Nick TK (SP) Shock (SP) Nitcho (RJ) |
| Grupo Norte-Nordeste           | Rapadura                          | Consciência Nordestina Opção Verídica Preta Iaiá |
| Hip Hop Ciência e Conhecimento | Guerreira (Alessandro Buzo)       | Favela no Ar (Ivan Vale Ferreira) Noite a Dentro (Robson Canto) É Tudo Nosso! (Toni C.) Um Presente para o Gueto (Fuzzil)                           |
| Site de Grupo de Rap           | Rappin' Hood                      | Ao Cubo A Família Sandrão Facção Central |

### 2008
A nona edição do Prêmio Hutúz ocorreu no dia 27 de novembro de 2008. A temática desta edição foi o carnaval e o troféu apresentou o formato de um pandeiro de ouro. O evento foi dividido em 15 categorias:

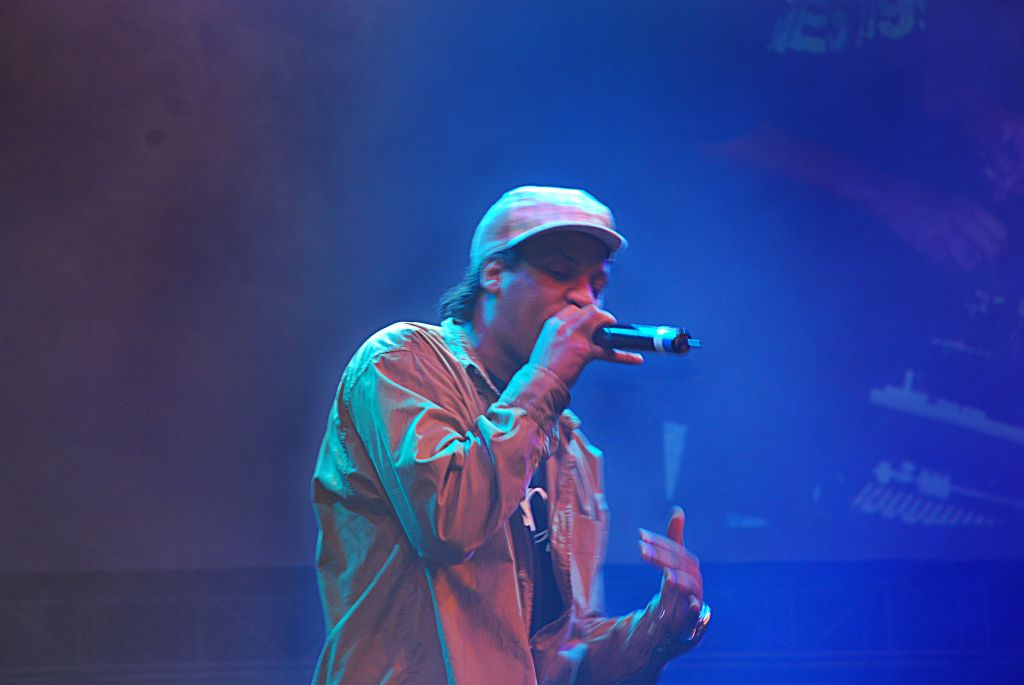
Kamau conquistou a categoria Música do Ano com a canção "Poesia de Concreto".

| Categoria                      | Vencedor                                                               | Indicados |
| ------------------------------ | ---------------------------------------------------------------------- | --- |
| DJ de Grupo                    | DJ Rodrigo (Inquérito)                                                 | DJ Batman (Viela 17) DJ Bira (A Família) DJ Erick Jay (X-Barão) DJ Tiago (GOG)                                                                               |
| Álbum do Ano                   | Dos Barracos de Madeirite... aos Palácios de Platina (Realidade Cruel) | Com o Poder nas Mãos (Dina Di) Mais Romântico (A Família) Non Ducor Duco (Kamau) Um Segundo é Pouco (Inquérito)                                              |
| Grupo ou Artista Solo          | C4bal                                                                  | Dina Di A Família Kamau Inquérito |
| Revelação                      | A286 e Renegado                                                        | Kamau Lindomar 3L 3 Um Só |
| Música do Ano                  | Poesia de Concreto (Kamau)                                             | Pequenos Grandes Homens (Viela 17) Prepare as Algemas (A286) Tsunami (Realidade Cruel) Um Segundo é Pouco (Inquérito)                                        |
| Produtor Revelação             | Ariel Feitosa                                                          | Duck Jay DJ Regis Daniel Ganjaman Munhoz (Prof. M. Stereo)                                                                                                   |
| Destaque Gospel                | Márcio Attack Versos                                                   | D´Cristo Isaias Júnior Manuscritos Soldados de Cristo |
| Videoclipe                     | Brasil com P (GOG)                                                     | Chapa Lupa (Sandrão) Desabafo do Trabalhador (Império Negro) Jazz DJango (Higo Melo) 78 (Retrato Radical)                                                    |
| Demo Masculina                 | Amizade é Coisa Séria (Vozes do Gueto)                                 | Ausência de um Pai (Elemento S) Brasilidade (Dyskreto) Gueto (Paradgma) La Raza Brasil (Los Hombres)                                                         |
| Demo Feminina                  | Mulher de Atitude (Mulheres de Atitude)                                | Me Garanto (Karol Conká) Memória (Ideologia Feminina) Pode ser (Dacal) Repara+Ações (Negras Ativas)                                                          |
| Destaque do Break              | Amazon B.boy                                                           | Afro Break Atos Crew Mega Break Crew Muxibinha |
| Destaque do Graffiti           | Vespa (SP)                                                             | Insane (SP) DMS (MG) Nick (SP) Arab (AM) Shock (SP) Kajaman (RJ) Ric (RJ)                                                                                    |
| Grupo Norte-Nordeste           | Consciência Nordestina                                                 | Agregados Mano Robson Nordeste S.A O Quadro |
| Hip Hop Ciência e Conhecimento | Pelas Periferias do Brasil – Volume 2 (Alessandro Buzo)                | Freestyle: Um Estilo de Vida (Pedro Gomes) L.A.P.A (Cavi Borges e Emílio Domingos) Guerreiras do Brasil (Cacau Amaral) Trajetória de um Guerreiro (DJ Raffa) |
| Site de Grupo de Rap           | Renegado                                                               | Consciência Tranqüila DBS e a Quadrilha Hannah Lima SNJ |

### 2009
Como descrito mais acima, esta foi a última edição do Prêmio. Diferente das outras, elegeu os melhores da última década em um evento denominado "Prêmio Hutúz 10 Anos". Também foram escolhidos mais de um vencedor na maioria das categorias.
| Categoria                                           | Vencedor | Indicados |
| --------------------------------------------------- | --- | --- |
| Melhores grupos ou artistas solo gospel da década   | Ao Cubo Apocalipse 16 DJ Alpiste | Eclesiastes Mano Reco Márcio Attack Versos Parábola Provérbio X Relato Biblico Sexto Sello Tina                                                                          |
| Melhores produtores musicais da década              | Erick 12 KL Jay DJ Raffa | Ariel Feitosa Daniel Ganjaman Diogo Santos DJ Cia DJ Hum Duck Jam (Pato) Zé Gonzalez                                                                                     |
| Melhores Crew's de Break da década                  | Athos Crew Die Hard Crew DF Zulu | Aliados Force Crew Back Spin Crew Muxibinha Street Breakers Crew Style Crew Super Sonic B. Boys Tsunami All-Stars                                                        |
| Melhores DJ's da década                             | DJ Cia DJ Hum KL Jay | DjJ Ajamu Eric Jay DJ Hadji DJ Primo Fjay Negro Rico Wjay |
| Melhores Grupos ou Artistas Solo Feminino da década | Nega Gizza Negra Li Dina Di | Edd Wheeler Hannah Lima La Bella Máfia M.I.N.A Negaativa Rúbia Tina |
| Melhores do Graffiti da década                      | Anarkia Graphis Ment | Eco Derf Vespa |
| Melhores Demos Masculino da década                  | ADikto OBando Rafuagi | A Família Visão de Favela Don Negrone Manuscritos Gasper P,10 Pentágono                                                                                                  |
| Melhores Grupos Norte Nordeste da década            | Comunidade da Rima Costa e Costa Rapadura | Afrogueto Agregados Inquilinus Kbssa Plano B e Brigada Sonora de Rua Sacal Testemunhaz                                                                                   |
| Maiores Revelações da década                        | Atitude Feminina Inquérito Sabotage (in memoriam) | A Família A286 Ao Cubo Criolo Doido DBS e a Quadrilha Pentágono Slim Rimografia U-Time                                                                                   |
| Melhores Demos Feminino da década                   | Afro Nordestinas Livia Cruz Nega Gizza | Lica Edd Wheeler Mulheres de Atitude Poetizas Negras Ativas Atitude Feminina Sagrada Profecia                                                                            |
| Melhores álbuns da década                           | Provérbios 13 (509-E) Declaração de Guerra (MV Bill) Nada como um Dia após o Outro Dia (Racionais MC's) Dos Barracos de Madeirite... Aos Palácios de Platina (Realidade Cruel) | 2ª Vinda, A Cura (Apocalipse 16) Exilado Sim, Preso Não (Dexter) Tarja Preta (GOG) Sujeito Homem (Rappin' Hood) Evolução é uma Coisa (RZO) Rap é Compromisso! (Sabotage) |
| Melhores videoclipes da década                      | Brasil com P (GOG) Soldado do Morro (MV Bill) Vida Loka 2 (Racionais MC's) Suburbano (Rappin' Hood)                                                                            | Depressão (Nega Gizza) Loadeando (Marcelo D2) Qui Nem Judeu (DBS e a Quadrilha) Respeito é pra quem Tem (Sabotage) Respeito Oriental (Sandrão) Só os Fortes (509-E)      |
| Melhores músicas da década                          | H Aço (DMN) É o Terror (GOG) Soldado do Morro (MV Bill) Negro Drama (Racionais MC's)                                                                                           | Fênix (Dexter) O Menino do Morro (Facção Central) Pirituba Parte 2 (RZO) Qual É? (Marcelo D2) Sou Negrão (Rappin' Hood) Um Bom Lugar (Sabotage                           |
| Melhores grupos ou artistas solo da década          | Facção Central MV Bill Racionais MC's Sabotage (in memoriam) | Apocalipse 16 Dina Di GOG Marcelo D2 Rappin' Hood RZO |